# Stalberg (Wellerlooi)
Het kasteel Stalberg stond ten zuiden van het Nederlandse dorp Wellerlooi, provincie Limburg. De voormalige kasteellocatie is aangewezen als rijksmonument.

## Geschiedenis
Het kasteel Stalberg is gebouwd op een strategische locatie langs de Maas en een handelsweg. Waarschijnlijk was het de bedoeling om op deze manier de scheepvaart en de weg te controleren. De vroegst bekende eigenaren waren leden van de familie Van Stalbergen, die in ieder geval gedurende de eerste helft van de 15e eeuw het kasteel in bezit hadden. Een van hen, Gerard van Stalbergen, werd in 1389 burger van Venlo en liet daar Huize Stalberg bouwen. Het is aannemelijk dat het Wellerlooise kasteel Stalberg eerder is gebouwd, dus vóór 1389.
Begin 17e eeuw was het goed in bezit van de familie Beugel. Zij werden opgevolgd door de familie Van Lom. Het echtpaar Willem Otto von Bönninghausen en Anne Adriana van Ghoor kocht de Stalberg in 1676. In 1803 verkochten hun erfgenamen het goed: de voormalige kasteellocatie ging over naar Peter Willem baron de Liedel, terwijl de bijbehorende boerderij Stalbergerhof in handen kwam van de familie Vaeghs, de toenmalige pachters.

## Beschrijving
Het kasteel Stalberg lag op een rivierduin aan de oostelijke oever van de Maas. De bouwdatum is onbekend, maar het zal vermoedelijk vóór 1389 zijn gebouwd. Gezien de strategische ligging is het aannemelijk dat het om een verdedigbaar huis ging.
Tijdens onderzoek eind 19e eeuw is de fundering aangetroffen van een ommuurd gebouw met een afmeting van 30 bij 30 meter. De restanten van de kelder zijn door Het Limburgs Landschap begin 2000 volgestort met aarde en afgedekt met takkenbossen, om te voorkomen dat de grazende runderen gevaar zouden lopen.
Wanneer en waarom kasteel Stalberg is verdwenen, is onbekend. Op kaarten uit begin 19e eeuw wordt het in ieder geval niet aangegeven als kasteel. Sommige bronnen geven aan dat het kasteel er tot aan de 19e eeuw nog heeft gestaan, maar waarschijnlijk is het al in de middeleeuwen verdwenen.
De bijbehorende pachtboerderij Stalbergerhof lag ongeveer een kilometer ten noorden van het kasteel. In de 15e eeuw stond de boerderij bekend onder de naam In gen Romp. Ook de namen Aen den Sand en Sanderhof zijn gebruikt.
Aerwinkel · Kasteel Afferden · Aldt Huys · Aldenborgh · Kasteel Aldenghoor · Aldenhoven · Alte Burg · Kasteel Amstenrade · Slot Annendael · Kasteel Arcen · Baersdonck · Bakvliet · Baronsberg · Baxhof · Beegden ·  Benzenrade · Kasteel De Berckt · Kasteel Bethlehem · Beusdaelshof · Binsfeld · Huis Blankenberg · Kasteel Bleijenbeek · Blitterswijck · Boerlo · Bolberg · Bollenberg · Kasteel De Bongard · Borggraaf · Kasteel d'Erp · Kasteel Borggraaf · Kasteel Borgharen · Kasteel Born · Huis Bree · Breust · Kasteel Broekhuizen · Broekhuizen · Gracht Burggraaf · Kasteel De Burght · Kasteel Cartils · Cloppenburg (Oost-Maarland) · Kasteel Cortenbach · Huis De Dael · Dammerscheid · Kasteel De Bockenhof · De Donck (Sevenum) · De Donck (Swolgen) · De Dorth ·  Huis ten Dijcken · Kasteel Doenrade · De Doom · Douve · Douvenrade · De Dries · Kasteel Erenstein · Kasteel Eijsden · Eijsden · Einrade · Kasteel Elsloo · Ensenbroek · Eperhuis · Etzenraderhuuske · Exaten · Kasteel Eijckholt · Kasteel Eyckholt · Eys · Gastendonck · Kasteel Genbroek · Gebroken Slot · Kasteel Geijsteren · Kasteel Op Genhoes · Kasteel Genhoes · Genneperhuis · Kasteel Het Geudje · Kasteel Geulle · Kasteel Geusselt · Geijsteren · Gen Heck · Ghoor · Kasteel Goedenraad · Kasteel Grasbroek · Kasteel Groenendaal · Groethof · Groot Paarlo · Kasteel van Gronsveld · De Gun ·Kasteel Haeren · Kasteel Den Halder · Heerlaer · Heeze · Heijen · 's-Herenanstel · Kasteel Hillenraad · Kasteel Hoensbroek · Hoenshuis · Holstrate · Holtmühle · Huize Holtum · Kasteel Horn · De Horst · Huys ter Horst · Ten Hove (Grathem) · Ten Hove (Panningen) · Huis Brias · Huis Darth ·  Kasteel Hurpesch · Kasteel Sint-Jansgeleen · Kasteel Jerusalem · Kasteel Kaldenbroek · Den Kamp · Kasteel Karsveld · Kasteel Keverberg · Klein Paarlo · Klimmender Huuske · De Kolck · Koppelberg · Laar · Landsfort · Kasteel Lemiers · Kasteelruïne Lichtenberg · Kasteel Limbricht · Lonesteyn · Huize Lovendael · Mazenburg · Kasteel van Meerlo · Kasteel Meerssenhoven · Meezenbroek · Kasteel van Mheer · Middelaar · Kasteel Millen · Kasteel Montfort · Movert · Mulrode · De Munt · Château Neercanne · Kasteel Neubourg · Nienghoor · Huis Nierhoven · Kasteel Nieuwenbroeck · Nije Huys · Kasteel Nijenborgh · Kasteel Nijswiller · Nijthuysen · Kasteel Obbicht · Oedenrade · Kasteel Ooijen · Kasteel Oost (Valkenburg) · Kasteel Oost (Oost-Maarland) · Kasteel Ouborg · Overen · Kasteel Passarts-Nieuwenhagen · Prickenis · Prinsenhof · Puth · De Putting · Raath · De Raay · Ravenhof · Kasteel Reijmersbeek · Kasteel van Rijckholt · Kasteel Rivieren · Rodenbroek · Rosendaal · Kasteel Schaesberg · Kasteel Schaloen · Te Scharen · Schenkenburg · Kasteel Scheres · De Spijker (Geijsteren) · De Spijker (Leeuwen) · Huis Severen · Sibberhuuske · Château St. Gerlach · Spraland · Huis De Spyker · Huize Stalberg · Stalberg (Wellerlooi) · De Steeg · Kasteel Stein · Steinhagen · Steenen Huis · Stoel van Swentibold · Strijthagen (Landgraaf) · Strijthagen (Welten) · Struyver · Kasteel Terborgh · Terlinden (Wijnandsrade) · Terveurdt · Ter Weyer · Kasteel Ter Worm · De Tombe · Huis De Torentjes · Triest · Trippaert · Kasteel Vaalsbroek · Kasteel Vaeshartelt · Valkenburg · Vliek · De Vroenhof · Vrijburg · Kasteel Wambach · Warenberg · Well · Weyershof ·  Wijlre · Kasteel Wijnandsrade · Wijnandsrade · Wijnantshof · Wissegracht · Huize Witham · Kasteel Wittem · Wolfrath · Wylre